# Jan Bernard Bonifacio

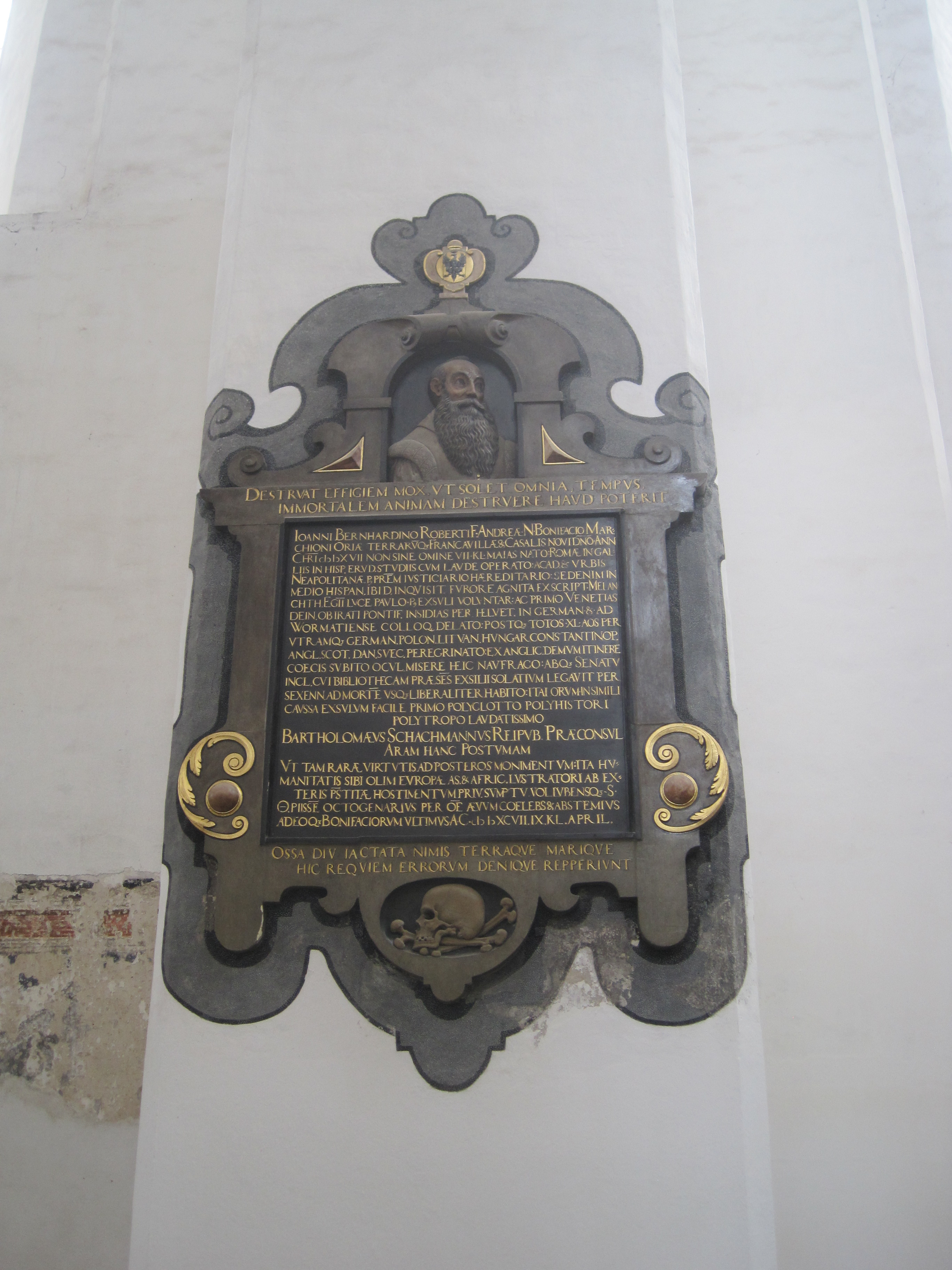
Epitafium obrazowe w kościele św. Trójcy

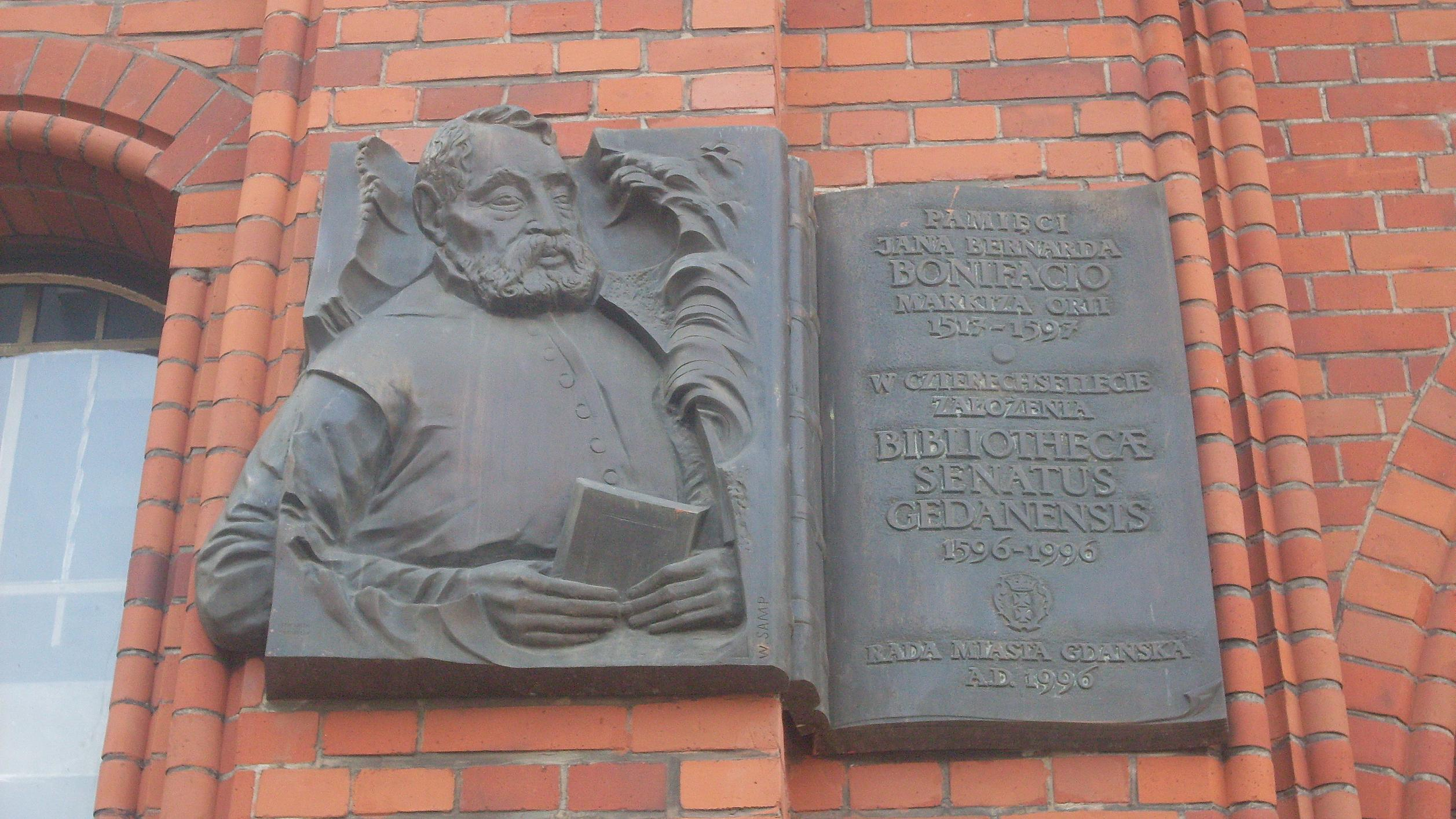
Tablica upamiętniająca Jana Bernarda Bonifacio na gmachu Biblioteki Gdańskiej PAN.

Jan Bernard Bonifacio, markiz Orii, wł. Giovanni Bernardino Bonifacio, marchese d’Oria (ur. 10 kwietnia 1517 w Neapolu, zm. 24 marca 1597 w Gdańsku) – włoski humanista, bibliofil, podróżnik, fundator Biblioteki Rady Miejskiej w Gdańsku.

## Życiorys
Urodził się w rodzinie Roberta Bonifacio, od 1500 noszącego tytuł markiza Orii. Po śmierci ojca odziedziczył w 1536 spory majątek wraz z tytułem, zamkiem Oria i miejscowościami Casalnuovo i Francavilla w Apulii. Bardziej interesowały go jednak książki: rozczytywał się w pismach autorów starożytnych, ale także sobie współczesnych (był wielbicielem Erazma z Rotterdamu). Sympatyzował ze zwolennikami reformacji, co sprowadziło na niego niebezpieczeństwo prześladowań i wpłynęło na decyzję o emigracji. W 1557 porzucił swe włości i – po nieudanej próbie osiedlenia się w Wenecji – rozpoczął życie tułacza. Przez ponad 30 lat stale zmieniał miejsce pobytu, krążąc pomiędzy różnymi miastami Europy, zawitał również kilkakrotnie do Polski (po raz pierwszy w 1560) i na Litwę. Wszędzie kontaktował się ze środowiskami humanistów i zwolenników reformacji. Zgromadził pokaźny księgozbiór, w którym – obok dzieł starożytnych i różnych wydań Biblii – wiele było dzieł autorów protestanckich.
25 sierpnia 1591 spotkała go katastrofa: podczas podróży morskiej z Anglii, żaglowiec wiozący Bonifacia i jego księgozbiór uległ wypadkowi w porcie gdańskim. Wprawdzie większość książek udało się wydobyć z wody, ale ich właściciel utracił wzrok i musiał zrezygnować z dalszej podróży. 28 września 1591 ofiarował swój księgozbiór miejskiemu Gimnazjum, a w zamian otrzymał mieszkanie (pokój z przedsionkiem, czyli dawną celę klasztorną) w gmachu gimnazjalnym (byłym klasztorze franciszkanów) wraz z dożywotnią sumą na utrzymanie. 22 czerwca 1596 oficjalnie udostępniono jego bibliotekę pod nazwą Bibliotheca Senatus Gedanensis – Biblioteka Rady Miejskiej w Gdańsku. On sam zmarł w swojej gdańskiej celi kilka miesięcy później. Pochowano go w sąsiadującym z Gimnazjum i Biblioteką kościele św. Trójcy, gdzie upamiętnia go, zachowane do dziś płaskorzeźbione epitafium.
Jest patronem dzwonu ais3 carillonu Ratusza Głównego Miasta w Gdańsku.